# Zimiromus volksberg
Zimiromus volksberg är en spindelart som beskrevs av Norman I. Platnick och Mohammad U. Shadab 1981. Zimiromus volksberg ingår i släktet Zimiromus och familjen plattbuksspindlar.
Artens utbredningsområde är Surinam. Inga underarter finns listade i Catalogue of Life.